# Gouden mantella
De gouden mantella (Mantella aurantiaca) is een kikker uit de familie gouden kikkers (Mantellidae). De soort werd voor het eerst wetenschappelijk beschreven door François Mocquard in 1900.

## Uiterlijke kenmerken
De huid van deze kikker is fel oranjegeel om predatoren te waarschuwen voor zijn giftigheid. Hij heeft zwarte ogen. De lichaamslengte bedraagt 2 tot 3 cm.

## Levenswijze
Het voedsel van deze volledig terrestrische, dagactieve kikker bestaat uit allerlei klein gedierte, dat hij op de bosbodem zoekt.
Na de paring, die op het land plaatsvindt, worden de eieren afgezet in vochtig strooisel. Na het uitkomen worden de kikkervisjes met het afstromende regenwater meegevoerd naar een plasje.

## Verspreiding en leefgebied
Deze soort komt voor in de westelijke binnenlanden van Madagaskar. De soort wordt bedreigd door ontbossing.